# Титов, Евгений Иванович
Евге́ний Ива́нович Тито́в (13 октября 1945, Люберцы, Московская область — 12 мая 2025) — российский учёный в области технологии пищевых продуктов животного происхождения, академик РАСХН (2007), академик Российской академии наук (2013). Лауреат Государственной премии РФ в области науки и техники.

## Биография
Родился 13 октября 1945 года в г. Люберцы Московской области.
Окончил Московский технологический институт мясной и молочной промышленности (МТИММП) (1971).
Работал там же (с 1997 г. — Московский государственный университет прикладной биотехнологии): лаборант (с 1969), инженер, научный сотрудник, доцент, с 1989 проректор по научной работе.
Доктор технических наук (2000), профессор (1994), академик РАСХН (2007), академик РАН (2013).
Разработчик новых технологий переработки сырья животного происхождения, производства пищевых продуктов общего, профилактического и лечебного назначения, в том числе для школьного питания. Получил 39 авторских свидетельств и патентов на изобретения.
Умер 12 мая 2025 года в возрасте 79 лет.

## Награды, премии, почётные звания
Лауреат Государственной премии Российской Федерации в области науки и техники (1999).
Почётный работник высшего профессионального образования Российской Федерации (2000).
Награждён медалями «Ветеран труда», «В память 850-летия Москвы».
Заслуженный работник высшей школы Российской Федерации (2011).